# Gregory Kelley
Gregory Eric Kelley (Newton, Massachusetts, 19 de maio de 1944 – Berg-Kampenhout, Bélgica, 15 de fevereiro de 1961) foi um patinador artístico americano, que competiu no individual masculino. Ele foi medalhista de prata do campeonato nacional americano e medalhista de bronze do Campeonato Norte-Americano em 1961.
Kelley morreu no acidente com o voo Sabena 548 nas imediações do Aeroporto de Bruxelas, quando viajava junto com a delegação dos Estados Unidos para disputa do Campeonato Mundial que iria acontecer em Praga, na Tchecoslováquia.

## Principais resultados
| Resultados                                            | Resultados      | Resultados       | Resultados      | Resultados    | Resultados        | Resultados    | Resultados    | Resultados    | Resultados    | Resultados    | Resultados    | Resultados    | Resultados    | Resultados    |
| Internacional                                         | Internacional   | Internacional    | Internacional   | Internacional | Internacional     | Internacional | Internacional | Internacional | Internacional | Internacional | Internacional | Internacional | Internacional | Internacional |
| Evento/Temporada                                      | 1956– 1957      | 1957– 1958       | 1958– 1959      | 1959– 1960    | 1960– 1961        |               |               |               |               |               |               |               |               |               |
| ----------------------------------------------------- | --------------- | ---------------- | --------------- | ------------- | ----------------- | ------------- | ------------- | ------------- | ------------- | ------------- | ------------- | ------------- | ------------- | ------------- |
| Campeonato Mundial                                    |                 | 9.º              |                 |               |                   |               |               |               |               |               |               |               |               |               |
| Campeonato Norte-Americano                            |                 |                  |                 |               | Medalha de bronze |               |               |               |               |               |               |               |               |               |
| Nacional                                              |                 |                  |                 |               |                   |               |               |               |               |               |               |               |               |               |
| Campeonato dos Estados Unidos                         |                 |                  |                 | 5.º           | Medalha de prata  |               |               |               |               |               |               |               |               |               |
| Campeonato dos Estados Unidos – Júnior                |                 | Medalha de prata | Medalha de ouro |               |                   |               |               |               |               |               |               |               |               |               |
| Campeonato dos Estados Unidos – Noviço                | Medalha de ouro |                  |                 |               |                   |               |               |               |               |               |               |               |               |               |
|                                                       |                 |                  |                 |               |                   |               |               |               |               |               |               |               |               |               |
| Legenda: Competição não foi disputada nesta temporada |                 |                  |                 |               |                   |               |               |               |               |               |               |               |               |               |